# 德岛文理大学短期大学部
德岛文理大学短期大学部（日语：／ Tokushima Bunri Daigaku Tankidaigakubu *）是一所位于日本德岛县德岛市的私立短期大学。

## 概要

### 简介
- 源流成立于1895年[1]。短期大学为于1961年开办[1]、由学校法人村崎学园经营、开始招収男学生从1997年[2]。。

### 历史
- 1961年 德岛女子短期大学成立并同时设置家政科[1]。
- 1963年 保育科成立[1]。
- 1966年 两个学科成立[1]。
  - 文科
    - 日文专攻
    - 英文专攻

  - 音乐科
- 1970年 商科成立[1]。
- 1973年 改校名为德岛文理大学短期大学[1]。
- 1974年 家政科分离为两个专攻（家政专攻、食物专攻）[1]。
- 1980年 改校名为德岛文理大学短期大学部[1]。
- 1987年 经营信息科成立[1]。
- 1988年 家政科变更为生活科学科[1]。
- 1996年 文科专攻变更为[1]。
  - 英文专攻→英语文化专攻
- 1997年 文科专攻变更为[1]。
  - 日文专攻→日本文学专攻
- 1998年 文科日本文学专攻和英语文化专攻各自招生最后[1]。次年合并为语言传播学科[注 2][1]。
- 2000年 今年5月24日文科日本文学专攻和英语文化专攻各自招生最后。次年合并为语言传播学科[注 2]正式停办[3]。
- 2003年 经营信息科变更为地区商务信息学科[注 4][1]。
- 2004年 地区商务信息学科[注 4]招生最后[3]。
- 2006年 今年3月31日地区商务信息学科[注 4]停办[3]。

### 宪章
- 请参看德岛文理大学短期大学部的标志 （页面存档备份，存于） （日語） 2014年1月13日阅览。

## 学校环境
- 德岛校区：在德岛县德岛市
  - 生活科学科
    - 生活科学专攻
    - 食物专攻

  - 保育科
  - 语言传播学科[注 2]
    - 日本文学专攻[注 3]
    - 英语文化专攻[注 3]

  - 音乐科
  - 商科
- 香川校区：在了香川县赞岐市[1]
  - 地区商务信息学科[注 4][注 5]

## 历任校长
- 黑上泰治：第一代短期大学校长[4]。
- 桐野丰：现在短期大学校长[5]

## 组织

### 学科
- 生活科学科
  - 生活科学专攻
  - 食物专攻
- 保育科
- 语言传播学科[注 2]
  - 日本文学专攻[注 3]
  - 英语文化专攻[注 3]
- 音乐科
- 商科
- 地区商务信息学科[注 4][注 5]

### 专科
| - 没有 |

### 业余课程
| - 没有 |

## 相关链接
- 日本短期大学列表
- 德岛文理大学